# Severin Lüthi
Severin Lüthi es un extenista, actual entrenador de Roger Federer. También actúa como asesor de Stanislas Wawrinka.

## Biografía y carrera
Lüthi creció en Stettlen, en las afueras de Berna. Él jugó al tenis en su juventud y una vez venció a Gustavo Kuerten. Renunció al tenis a los 20 y sirvió un aprendizaje comercial con la compañía de su padre.
Asistió brevemente a la universidad, pero se encontró con que no le interesaba. En su lugar, se involucró en el deporte, el fútbol primero, y luego como asistente del entrenador del equipo suizo de Copa Davis en 2002, cuando Peter Carter murió en un accidente automovilístico en Sudáfrica. Después de tres años, fue ascendido a Capitán del equipo.
Desde el verano de 2007, acompaña a Federer en sus giras. En los cuatro títulos Grand Slam de Federer era el único entrenador, junto con José Higueras y Paul Annacone, Federer ganó dos títulos más. Desde finales de diciembre de 2015 comparte el puesto de entrenador con Ivan Ljubičić.